# PGE Polska Grupa Energetyczna

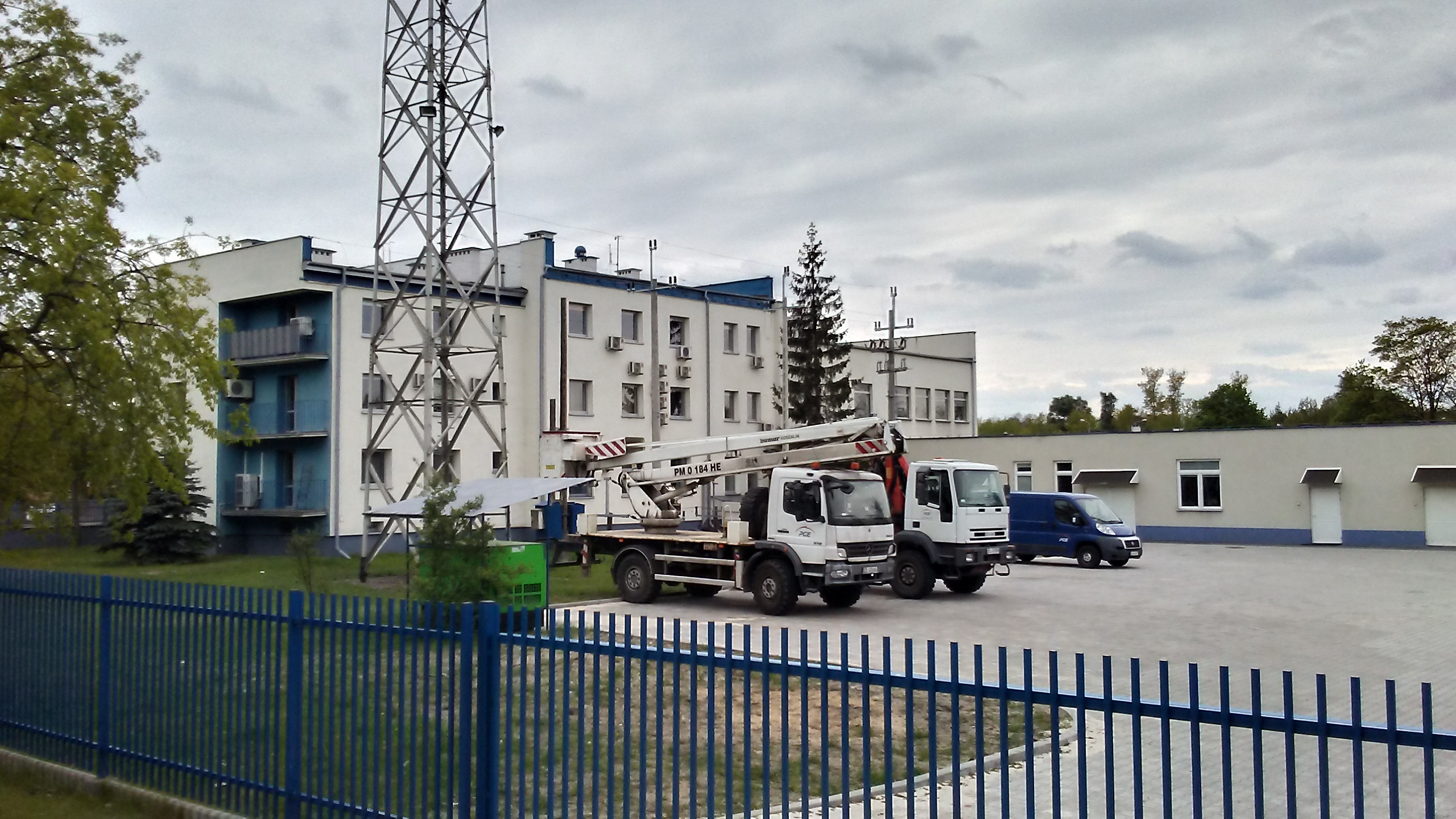
Oddział PGE w Tomaszowie Mazowieckim

PGE Polska Grupa Energetyczna S.A. – spółka notowana na Giełdzie Papierów Wartościowych w Warszawie, będąca jednostką dominującą Grupy Kapitałowej PGE Polska Grupa Energetyczna S.A. (utworzonej w 2007 roku)
PGE Polska Grupa Energetyczna S.A. prowadzi swoją działalność jako przedsiębiorstwo jednozakładowe.
Podmiotem kontrolującym spółkę jest Skarb Państwa, który w 2023 roku posiadał 60,86% udziału w kapitale zakładowym. Oprócz działalności firm centralnych i holdingów podstawowy przedmiot działalności PGE S.A. obejmuje również obrót energią elektryczną oraz produktami powiązanymi. Działalność w zakresie obrotu energią elektryczną prowadzona jest z zachowaniem wymogów ustawy Prawo energetyczne.
W styczniu 2025 spółka otrzymała obniżony rating długoterminowy BBB od agencji ratingowej Fitch.

## Grupa kapitałowa
W skład Grupy PGE wchodzą:
- PGE Górnictwo i Energetyka Konwencjonalna S.A. z siedzibą w Bełchatowie (KRS 0000032334) o kapitale akcyjnym: 6 964 382 240,00 zł, w skład której wchodzą:
  - dwie duże kopalnie węgla brunatnego: KWB Bełchatów oraz KWB Turów
  - cztery elektrownie: dwie na węgiel kamienny (Dolna Odra i Opole) i dwie opalane węglem brunatnym (Turów i Bełchatów, będąca największą elektrownią opalaną węglem brunatnym na świecie)
  - elektrociepłownie: EC Szczecin, EC Kielce, EC Kraków, EC Lublin-Wrotków, EC Rzeszów, EC Gorzów, EC Pomorzany (w Szczecinie), trzy elektrociepłownie w ramach ZEC Bydgoszcz oraz Energetyka Boruta
- PGE Energia Odnawialna S.A. z siedzibą w Warszawie (KRS 0000044915) o kapitale akcyjnym: 929 218 930,00 zł, w skład której wchodzą:
  - 36 elektrowni wodnych w tym: Elektrownia Wodna Żarnowiec (wyposażona w cztery hydrozespoły o nominalnej mocy 716 MW w pracy turbinowej, oraz 800 MW w pracy pompowej) oraz druga co do wielkości w Polsce Elektrownia Wodna Żar (wyposażona w cztery hydrozespoły o mocy 500 MW dla pracy turbinowej oraz 540 MW dla pracy pompowej)
  - 10 farm wiatrowych: Elektrownia Wiatrowa Kamieńsk, Elektrownia Wiatrowa Resko, Elektrownia Wiatrowa Żuromin, Elektrownia Wiatrowa Pelplin, Elektrownia Wiatrowa Wojciechowo, Elektrownia Wiatrowa Kisielice, Elektrownia Wiatrowa Malbork, Elektrownia Wiatrowa Jagniątkowo, Elektrownia Wiatrowa Resko II i Elektrownia Wiatrowa Lotnisko
- PGE Dystrybucja S.A. z siedzibą w Lublinie (KRS 0000343124) o kapitale akcyjnym: 9 729 424 160,00 zł
- PGE Obrót S.A. z siedzibą w Rzeszowie (KRS 0000030499) o kapitale akcyjnym: 492 640 400,00 zł
- PGE Systemy S.A. z siedzibą w Warszawie (KRS 0000007353)
- PGE Dom Maklerski S.A. z siedzibą w Warszawie (KRS 0000418162)
- PGE Energia Ciepła S.A. z siedzibą w Warszawie
- PGE Energetyka Kolejowa S.A. z siedzibą w Warszawie

PGE dostarcza energię elektryczną dla około 5 milionów użytkowników. Roczna produkcja energii elektrycznej wynosi ponad 54 TWh, co stanowi około 40% krajowej produkcji. Moc zainstalowana wynosi ponad 12 GW.
Grupa PGE w obecnym kształcie istnieje od 2007 r. Zatrudnia około 41 tys. pracowników. 
28 grudnia 2022 Grupa PGE podpisała z Funduszem CVC przedwstępną umowę kupna 100% akcji spółki PKP Energetyka S.A. i tym samym jej renacjonalizacji. 7 lutego 2023 PGE złożyła wniosek do Urzędu Ochrony Konkurencji i Konsumenta (UOKiK) o wyrażenie zgody na transakcję. 3 kwietnia 2023 PGE nabyła 100% akcji spółki PKP Energetyka S.A. tym samym zamykając proces transakcji kupna udziałów w spółce i kończąc proces jej renacjonalizacji. 4 kwietnia 2023 spółka PKP Energetyka S.A. zmieniła nazwę na PGE Energetyka Kolejowa S.A. (została wpisana do KRS 27 kwietnia tego samego roku).

## Akcjonariat
Głównym akcjonariuszem PGE Polska Grupa Energetyczna S.A. jest Skarb Państwa posiadający 60,86% akcji spółki. Pozostali akcjonariusze posiadają 39,14% akcji.

## Zakres działalności
Działalność Grupy jest obecnie zorganizowana w pięciu głównych segmentach:
- Energetyka Konwencjonalna, która obejmuje wydobycie węgla brunatnego i wytwarzanie energii elektrycznej i ciepła w źródłach konwencjonalnych oraz przesyłanie i dystrybucję ciepła
- Energetyka Odnawialna, która obejmuje wytwarzanie energii elektrycznej w źródłach odnawialnych oraz w elektrowniach szczytowo-pompowych
- Obrót Hurtowy energią elektryczną i produktami powiązanymi oraz paliwami
- Dystrybucja energii elektrycznej
- Sprzedaż Detaliczna energii elektrycznej.

Oprócz powyższych pięciu głównych linii biznesowych, Grupa PGE prowadzi działalność w innych obszarach, w tym w telekomunikacji. W skład Grupy wchodzą także spółki, których głównym przedmiotem działalności jest realizacja strategicznych działań związanych z przygotowaniem i realizacją projektu budowy elektrowni jądrowych.

## Prezesi
- Paweł Urbański (2007−2008)
- Tomasz Zadroga (2008−2011)
- Krzysztof Kilian (2012−2013)
- Marek Woszczyk (2013−2016)
- Henryk Baranowski (2016−2020)
- Wojciech Dąbrowski (2020−2024)[4]
- Eryk Kosiński (w 2024, p.o.)[15]
- Dariusz Marzec (od 2024)[16]

## Sponsoring i wspieranie społeczeństwa obywatelskiego
Przedsiębiorstwo wspiera sport wyczynowy, jest sponsorem tytularnym kilku drużyn sportowych:
- MKS Lublin – klub piłki ręcznej kobiet[17]
- PGE Skra Bełchatów – klub siatkarski z Bełchatowa (PlusLiga)[18]
- PGE Spójnia Stargard – klub koszykarski ze Stargardu (Polska Liga Koszykówki)[19]
- Widzew Łódź  - klub piłki nożnej mężczyzn (PKO BP Ekstraklasa)[20]

Jest także sponsorem tytularnym Ekstraligi żużlowej.
PGE została również sponsorem stadionu PGE Narodowy w Warszawie. Sponsoruje również sportowców indywidualnych – windsurferkę Zofię Noceti-Klepacką i kitesurfera Viktora Borsuka oraz Waldemara Stawowczyka, mistrza świata i Europy w wyścigach psich zaprzęgów.
We wrześniu 2023 Fundacja PGE została zgłoszona w PKW jako podmiot uprawniony do prowadzenia nieodpłatnej kampanii w mediach publicznych przed referendum ogólnokrajowym 15 października 2023.
Od marca 2025 PGE jest głównym sponsorem Akademii Hutnika Warszawa.